# کلسیم مونوسیلیسید
کلسیم مونوسیلیسید (CaSi) یک ترکیب شیمیایی معدنی و نوعی از سیلیسیدهای کلسیم است. این ترکیب از واکنش کلسیم و سیلیسیم در دمای نزدیک 1000 درجه سانتیگراد تهیه می‌شود و نوعی فاز زینتل است. 